# UFC Fight Night: Henderson vs. Khabilov
UFC Fight Night: Henderson vs. Khabilov（ユーエフシー・ファイトナイト：ヘンダーソン・バーサス・ハビロフ、別名UFC Fight Night 42）は、アメリカ合衆国の総合格闘技団体「UFC」の大会の一つ。2014年6月7日、ニューメキシコ州アルバカーキのティングリー・コロシアムで開催された。

## 大会概要
UFC初のニューメキシコ州開催となった本大会ではベン・ヘンダーソンとルスタム・ハビロフによるライト級ワンマッチが組まれた。
キャリア9戦全勝のジェイク・リンジー、6戦全勝のロジャー・ナルヴァエスがUFCデビュー。

### カード変更
負傷などによるカードの変更は以下の通り。
- フランシマール・バローソ → ロジャー・ナルヴァエス（第1試合）

- ヨスデニス・セデーノ → ジェイク・リンジー（第2試合）

## 試合結果

### アーリープレリム
第1試合 ライトヘビー級ワンマッチ 5分3R
○  パトリック・カミンズ vs.  ロジャー・ナルヴァエス ×
2R 2:28 TKO（パウンド）

### プレリミナリーカード
第2試合 ライト級ワンマッチ 5分3R
○  ジョン・タック vs.  ジェイク・リンジー ×
3R 2:47 TKO（グラウンドの踵蹴り）
第3試合 フライ級ワンマッチ 5分3R
○  スコット・ヨルゲンセン vs.  ダニー・マルティネス ×
3R終了 判定3-0（29-28、29-28、30-27）
第4試合 ウェルター級ワンマッチ 5分3R
○  ランス・ベノイスト vs.  ボビー・ヴォルカー ×
3R終了 判定3-0（29-28、29-28、30-27）
第5試合 バンタム級ワンマッチ 5分3R
○  セルジオ・ペティス vs.  ヤオツィン・メザ ×
3R終了 判定3-0（29-28、29-28、29-28）

### メインカード
第6試合 バンタム級ワンマッチ 5分3R
○  ブライアン・キャラウェイ vs.  エリック・ペレス ×
2R 1:52 リアネイキドチョーク
第7試合 ライト級ワンマッチ 5分3R
○  ピオトル・ホールマン vs.  イーブス・エドワーズ ×
3R 2:31 リアネイキドチョーク
第8試合 ライト級ワンマッチ 5分3R
○  ハファエル・ドス・アンジョス vs.  ジェイソン・ハイ ×
2R 3:36 TKO（左ストレート→パウンド）
第9試合 フライ級ワンマッチ 5分3R
○  ジョン・ドッドソン vs.  ジョン・モラガ ×
2R終了時 TKO（ドクターストップ）
第10試合 ライト級ワンマッチ 5分3R
○  ディエゴ・サンチェス vs.  ロス・ピアソン ×
3R終了 判定2-1（27-30、30-27、29-28）
第11試合 ライト級ワンマッチ 5分5R
○  ベン・ヘンダーソン vs.  ルスタム・ハビロフ ×
4R 1:16 リアネイキドチョーク

### 各賞
ファイト・オブ・ザ・ナイト： スコット・ヨルゲンセン vs. ダニー・マルティネス
パフォーマンス・オブ・ザ・ナイト： ベン・ヘンダーソン、ピオトル・ホールマン
各選手にはボーナスとして5万ドルが支給された。